# Alisson
Alisson Ramses Becker, poznatiji kao Alisson Becker ili Alisson je brazilski nogometni vratar koji trenutno brani za engleski klub Liverpool i Brazil.

## Rani život
Alisson je rođen 2. listopada 1992. u Novom Hamburgu u regiji Rio Grande do Sul. Njegov otac bio je posrednik te je podržavao Alissonovo zanimanje za nogomet. Alisson i njegov brat Muriel živjeli su u zajednici u kojem je sport bio vrlo cijenjen.

## Karijera

### Internacional
Pridružio se Internacional akademiji 2002. godine u dobi od 10 godina. Dobro se razvijao te je redovno nastupao za U-23 ekipu, sve dok nije debitirao za prvu momčad protiv Cruzeira 17. veljače 2013., kada je završilo 1:1.
Godine 2014. godine imao je 11 nastupa u Brazilskoj ligi.

### Roma
U srpnju 2016. otišao je u Romu, talijanski klub. Prvi put je za klub nastupao 17. kolovoza 2016. protiv Porta u Ligi prvaka gdje je bilo 1:1, no cijelu sezonu bio je rezerva za Poljaka Wojciecha Szczęsnya.
Wojciech Szczęsny je otišao na kraju sezone 2016./17. te je Alisson od toga trenutka bio "broj 1" u Romi.
Dana 20. kolovoza 2017. Alisson je prvi put nastupio u talijanskoj Seriji A u Bergamu gdje su pobijedili domaćina Atalantu 0:1. Također je prvi put nastupio u lokalnom derbiju gdje je Roma slavila 2:1 protiv Lazia. Alisson je bio pohvaljen svojim obranama u Ligi prvaka. U istoj sezoni (2017./18.) je odigrao 22 utakmice bez primljenoga gola.

### Liverpool
Alisson je 2018. godine otišao u Liverpool za 65 milijuna £, te je tako postao najskuplji vratar svih vremena, dok Kepa Arrizabalaga nije otišao iz Bilbaa u Chelsea za 71,6 milijuna £ 4 tjedna kasnije.
Prvu službenu utakmicu za Liverpool odigrao je 12. kolovoza 2018. protiv West Hama. Liverpool je pobijedio 4:0. U istome mjesecu bio je nominiran za UEFA-inu nagradu za najboljeg vratara sezone, te je završio drugi. Na kraju sezone 2018./19. odigrao je 21 utakmicu bez primljenoga gola u Premiershipu te je osvojio Zlatnu rukavicu (Golden Glove) za nejboljeg vratara sezone. U finalu Lige prvaka Alisson nije primio gol te je Liverpool tako osvojio Ligu prvaka svladavši Tottenham Hotspur 2:0.
Kako je Loris Karius na početku sezone 2019./20. otišao iz Liverpoola, bilo je najavljeno da će Alisson nositi broj 1, nakon što je prošle sezone nosio broj 13. Nije nastupao u UEFA -inom Superkupu 2019. protiv Chelseaja zbog ozljede. Liverpool je i bez njega osvojio Superkup pobijedivši Chelsea 5:4 nakon jedanaesteraca, nakon što je bilo 2:2 na kraju produžetaka. U utakmici protiv Norwicha 9. kolovoza 2019. se ozlijedio u prvom poluvremenu. Prvu utakmicu nakon ozljede odigrao je 20. listopada protiv Manchester Uniteda. Završilo je 1:1.
Alisson je sezonu završio sa zlatnom medaljom Premiershipa oko vrata, uz 29 odigranih utakmica.

## Reprezentativna karijera
Nakon nastupanja za reprezentacije do 17 i 20 godina, Alisson je pozvan za nastupanje u prvoj momčadi za dvije utakmice kvalifikacija za SP 2018. protiv Čilea i Venezuele. Prvi put je za seniorsku reprezentaciju nastupao 13. listopada u pobjedi od 3:1.
5. svibnja 2016. Alisson je pozvan na Copa América Centenario koji se održao u SAD-u. Brazil je završio treći u skupini te ispao s natjecanja.
Nastupao je na SP 2018. u Rusiji. Brazil je stigao do četvrtfinala gdje ga je izbacila Belgija.
Na Copa Américi 2019. dobio je nagradu za najboljeg vratara turnira.

## Osobni život
Alissonov stariji brat Muriel je također vratar koji trenutno igra za Fluminense. Njegova obitelj je njemačkoga podrijetla, te je zbog toga Alissonov nadimak u Romi bio "Nijemac".
Godine 2015. je oženio Nataliu Loewe. Imaju kćer Helenu i sina Mattea.